# Rhytidoponera punctiventris
Rhytidoponera punctiventris är en myrart som först beskrevs av Auguste-Henri Forel 1900.  Rhytidoponera punctiventris ingår i släktet Rhytidoponera och familjen myror. Inga underarter finns listade i Catalogue of Life.